# Gran Premio de los Países Bajos de Motociclismo de 1950
El Gran Premio de los Países Bajos de Motociclismo de 1950 (oficialmente Dutch TT) fue la tercera prueba del Campeonato del Mundo de Motociclismo de 1950. Tuvo lugar en el fin de semana del 8 de julio de 1950 en el circuito Van Drenthe en Assen (Países Bajos).
La carrera de 500 cc fue ganada por Umberto Masetti, seguido de Nello Pagani y Harry Hinton. Bob Foster ganó la prueba de 350 cc, por delante de Geoff Duke y Bill Lomas. La carrera de 125 cc fue ganada por Bruno Ruffo, Gianni Leoni fue segundo y Giuseppe Matucci tercero.

## Resultados

### Resultados 500cc
| Pos     | Piloto             | Constructor | Vueltas | Tiempo    | Puntos |
| ------- | ------------------ | ----------- | ------- | --------- | ------ |
| 1       | Umberto Masetti    | Gilera      | 18      | 2:00:43.2 | 8      |
| 2       | Nello Pagani       | Gilera      | 18      | +32.8     | 6      |
| 3       | Harry Hinton       | Norton      | 18      | +2:17.8   | 4      |
| 4       | Carlo Bandirola    | Gilera      | 18      | +3:47.7   | 3      |
| 5       | Eric McPherson     | Norton      | 18      | +6:32.8   | 2      |
| 6       | Syd Jensen         | Triumph     |         | +1 vuelta | 1      |
| 7       | Phil Heath         | Norton      |         | +1 vuelta |        |
| 8       | Albert Moule       | Norton      |         | +1 vuelta |        |
| 9       | Keith Armstrong    | MV Agusta   |         | +1 vuelta |        |
| 10      | Jim Swarbrick      | Norton      |         | +1 vuelta |        |
| 11      | Louis van Rijswijk | Triumph     |         | +1 vuelta |        |
| 12      | Arthur Wheeler     | Norton      |         | +1 vuelta |        |
| 13      | Albert Vertriest   | Triumph     |         |           |        |
| 14      | Ernest Braine      | Norton      |         |           |        |
| 15      | Sid Mason          | Norton      |         |           |        |
| 16      | Evert Carlsson     | Norton      |         |           |        |
| 17      | Ernie Thomas       | Triumph     |         |           |        |
| Ret     | Acisco Artesiani   | MV Agusta   |         | Ret       |        |
| Ret     | Felice Benasedo    | Moto Guzzi  |         | Ret       |        |
| Ret     | Eric Briggs        | Norton      |         | Ret       |        |
| Ret     | Dickie Dale        | Norton      |         | Ret       |        |
| Ret     | Harold Daniell     | Norton      |         | Ret       |        |
| Ret     | Geoff Duke         | Norton      |         | Ret       |        |
| Ret     | Sid Jensen         | AJS         |         | Ret       |        |
| Ret     | Robert Forster     | Velocette   |         | Ret       |        |
| Ret     | Edward Frend       | AJS         |         | Ret       |        |
| Ret     | Les Graham         | AJS         |         | Ret       |        |
| Ret     | Vaino Hollming     | Norton      |         | Ret       |        |
| Ret     | Piet Knijnenburg   | BMW         |         | Ret       |        |
| Ret     | Cees Fokk-Bosch    | Norton      |         | Ret       |        |
| Ret     | Bill Lomas         | Velocette   |         | Ret       |        |
| Ret     | Hub Pellikaan      | BMW         |         | Ret       |        |
| Ret     | Charlie Salt       | Velocette   |         | Ret       |        |
| Ret     | Johnny Lockett     | Norton      |         | Ret       |        |
| Ret     | Jae Schott         | Norton      |         | Ret       |        |
| Ret     | Oliver Scott       | Norton      |         | Ret       |        |
| Ret     | Vic Willoughby     | Norton      |         | Ret       |        |
| Ret     | Dreikus Veer       | Triumph     |         | Ret       |        |
| Ret     | Jan Veer           | Triumph     |         | Ret       |        |
| Fuente: |                    |             |         |           |        |

### Resultados 350cc
| Pos     | Piloto         | Constructor | Vueltas | Tiempo    | Puntos |
| ------- | -------------- | ----------- | ------- | --------- | ------ |
| 1       | Bob Foster     | Velocette   | 15      | 1:44:23.7 | 8      |
| 2       | Geoff Duke     | Norton      | 15      | +32.4     | 6      |
| 3       | Bill Lomas     | Velocette   | 15      | +1:36.6   | 4      |
| 4       | Johnny Lockett | Norton      | 15      | +2:36.2   | 3      |
| 5       | Reg Armstrong  | Velocette   | 15      | +2:53.1   | 2      |
| 6       | Harry Hinton   | Norton      | 15      | +2:53.3   | 1      |
| 7       | Dickie Dale    | Norton      | 15      | +2:58.5   |        |
| 8       | Ted Frend      | AJS         | 15      | +3:58.0   |        |
| 9       | Charlie Salt   | Velocette   | 15      | +4:19.7   |        |
| 10      | Vic Willoughby | Velocette   | 15      | +6:34.1   |        |
| 15      | Ernie Thomas   | Velocette   |         |           |        |
| 16      | Eric Briggs    | Norton      |         |           |        |
| 17      | Lo Simons      | Norton      |         |           |        |
| 18      | Vaino Hollming | Velocette   |         |           |        |
| 19      | Eric McPherson | AJS         |         |           |        |
| 20      | Gerrit Roosjen | AJS         |         |           |        |
| Fuente: |                |             |         |           |        |

### Resultados 125cc
| Pos     | Piloto            | Constructor | Tiempo   | Puntos |
| ------- | ----------------- | ----------- | -------- | ------ |
| 1       | Bruno Ruffo       | Mondial     | 47:27.2  | 8      |
| 2       | Gianni Leoni      | Mondial     | +0.1     | 6      |
| 3       | Giuseppe Matucci  | Moto Morini | +11:56.6 | 4      |
| 4       | Umberto Braga     | Mondial     | +15:48.5 | 3      |
| 5       | Felice Benasedo   | MV Agusta   | +18:27.6 | 2      |
| 6       | Gijs Lagerweij    | Sparta      |          | 1      |
| 7       | Anthonie Heineman | Eysink      |          |        |
| 8       | Dick Renooy       | Eysink      |          |        |
| 9       | Dario Ambrosini   | Morini      |          |        |
| 10      | Toon van Zutphen  | Eysink      |          |        |
| 11      | D. Van Rijssel    | Eysink      |          |        |
| 12      | W. Wierda         | Norman      |          |        |
| 13      | Henk Verhagen     | Eysink      |          |        |
| 14      | Henk J. Holstege  | Eysink      |          |        |
| 15      | Wim van der Eyk   | Morini      |          |        |
| 16      | Wim Regsters      | Morini      |          |        |
| 17      | J. Veening        | M.V.        |          |        |
| 18      | Wim Zijlaard      | M.V.        |          |        |
| Fuente: |                   |             |          |        |